# Dementi (album)
dementi – szósty album studyjny zespołu 2Tm2,3 wydany w 2008 roku, składający się wyłącznie z muzyki akustycznej. Płyta różni się od pozostałych studyjnych albumów grupy brakiem przesterowanych gitar, ale przede wszystkim skład rozszerzono o kwartet smyczkowy i instrumenty dęte. Album promowała akustyczna, wielkopostna trasa koncertowa (18-21 marca, 28-30 marca, 1-4 kwietnia 2009: Śrem-Jeziorany, Nowa Sól, Wrocław, Chorzów, Kraków, Poznań, Szczecin, Gdańsk, Warszawa, Puławy, Lublin i Kielce). Teksty, jak zawsze w przypadku 2Tm2,3, oparte zostały na Biblii.

## Lista utworów
1. Każda rzecz ma swój czas (Koh 3, 1-15)
2. O Boże, Tyś jest mym Bogiem (Ps 63)
3. Zaśpiewam i zagram (Ps 108)
4. Kiedy Izrael był dziecięciem (Oz 11, 1-11)
5. Miłuję Pana (Ps 116)
6. Nie karz mnie Panie w swym gniewie (Ps 6)
7. Gdy usłyszałem Jego głos (Ps 40)
8. Ufaj Izraelu (Ps 131)
9. Nad rzekami Babilonu (Ps 137)
10. dementi
11. Ty któryś jest wierny (Ps 143)
12. A głupi myśli, że nie ma Boga (Ps 53)
13. Łania (Ps 42)
14. Wysławiajcie Pana (Ps 118)

Skrót Ps oznacza teksty zaczerpnięte z Księgi Psalmów.

## Twórcy
- Robert Friedrich - gitara, realizacja, miksowanie
- Dariusz Malejonek - śpiew, gitara
- Tomasz Budzyński - śpiew
- Angelika Korszyńska-Górny - śpiew
- Beata Polak - instrumenty perkusyjne
- Marcin Pospieszalski - gitara basowa, skrzypce, cymbały, aranżacja instrumentów smyczkowych
- Robert Drężek - gitara
- Krzysztof Kmiecik - gitara basowa
- Piotr Żyżelewicz - perkusja
- Mateusz Pospieszalski - saksofon barytonowy, klarnet basowy
- Marek Pospieszalski - klarnet
- Mikołaj Pawlak - flet
- Mikołaj Pospieszalski - I skrzypce
- Tomasz Sroczyński - II skrzypce
- Wojciech Wierzba - altówka
- Mateusz Smołka - wiolonczela
- Jakub Biegaj - gitara basowa
- Tomasz Mazur - trąbka
- Karol Nowacki - instrumenty klawiszowe
- Jakub Biegaj - asystent realizatora